# Cerimônia de abertura dos Jogos Olímpicos de Verão de 2016
A cerimônia de abertura dos Jogos Olímpicos de Verão de 2016 ocorreu na noite de 5 de agosto de 2016 no Estádio do Maracanã, Rio de Janeiro, a partir das 20h00 (23h00 UTC).
Foi a primeira vez, desde os Jogos Olímpicos de Verão de 1900 que a Cerimônia de abertura aconteceu num local diferente de onde foram realizadas as competições de atletismo.
Como estipulado pela Carta Olímpica, o processo combinou a abertura cerimonial formal deste evento desportivo internacional  com um espetáculo artístico para mostrar a cultura do país anfitrião. Cerca de 78 milhões de espectadores testemunharam a cerimônia de abertura ao vivo do Estádio do Maracanã.

## Preparação
Os diretores de criação para a cerimônia foram Fernando Meirelles, Daniela Thomas e Andrucha Waddington. Deborah Colker, coreógrafa famosa no Brasil, preparou um elenco de mais de 6 000 voluntários para dançar na cerimônia de abertura. Os ensaios começaram no final de maio de 2016.

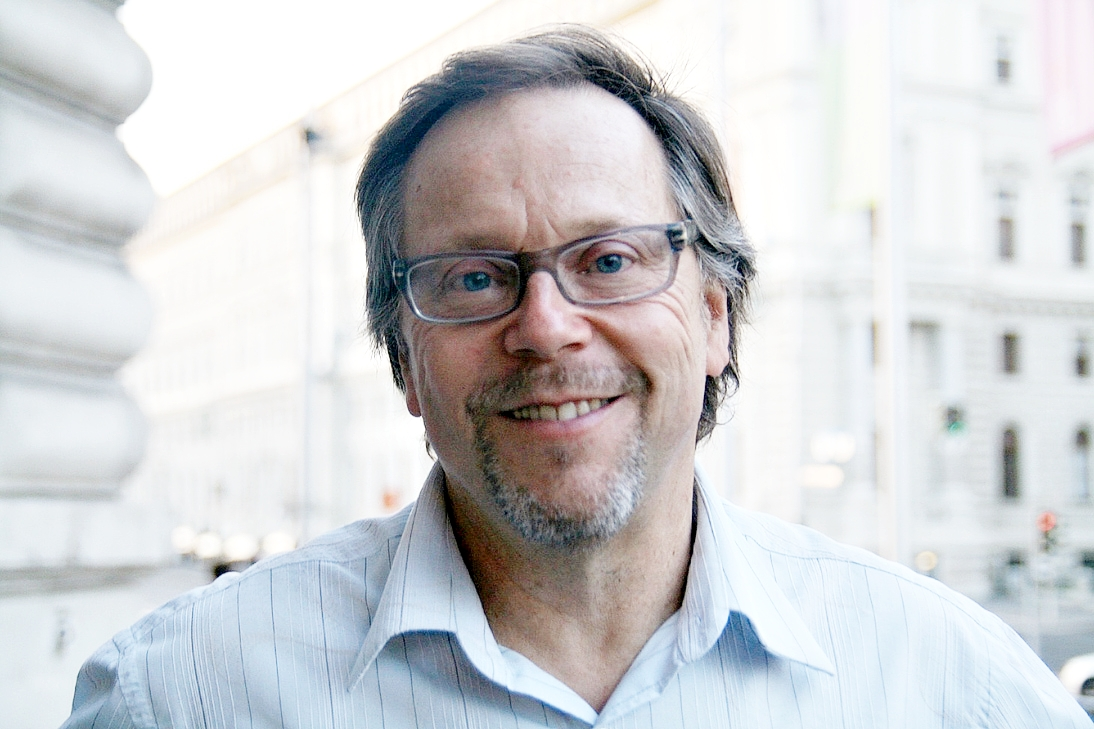
Fernando Meirelles

Meirelles afirmou que as cerimônias dos Jogos Olímpicos de Verão de 2016 teriam um orçamento significativamente mais baixo do que os de outras Olimpíadas recentes, totalizando apenas 10% do orçamento total das cerimônias dos Jogos Olímpicos de Verão de 2012. Ele explicou: “Não temos os números oficiais do preço das cerimônias nem de Londres nem de Pequim, mas as pessoas do mercado que lidam com isso têm estimativas. Não é um drama, porque não faz sentido usar um orçamento espalhafatoso em um país que não tem saneamento em muitos lugares. É sensato usar um bom conceito, bom gosto." Meirelles salientou que por causa do orçamento mais baixo, a cerimônia evitariam ideias "high-tech", tais como drones em movimento.
Em 15 de julho de 2016, foi anunciado que Anitta, Caetano Veloso e Gilberto Gil iriam se apresentar durante a cerimônia de abertura. Gil e Veloso também participaram como consultores criativos de alguns segmentos da cerimônia. A diretora criativa Daniela Thomas explicou que seu envolvimento foi concebido para refletir o "melhor" na música brasileira.

## Cerimônia

### Cerimônia de boas-vindas
A cerimônia de abertura dos Jogos Rio 2016 iniciou-se com imagens aéreas da cidade em um videoclipe com a música Aquele Abraço, cantada por Luiz Melodia, que o público acompanhou nos versos mais famosos. Após a projeção das primeiras imagens, foi anunciado o presidente do Comitê Olímpico Internacional (COI), Thomas Bach. Pelo protocolo, o nome do presidente do país-sede deveria ser dito. Este protocolo, porém, foi quebrado, já que o nome do presidente interino do Brasil, Michel Temer, não foi anunciado. Segundo a TV Globo, houve um pedido para que o nome do presidente em exercício não fosse anunciado. Havia temor da equipe de que ele fosse vaiado no Maracanã, alvo de protestos. Assim, depois do presidente do COI, a abertura seguiu para o hino nacional brasileiro, interpretado pelo músico Paulinho da Viola, que emocionou o público em um palco inspirado nas formas do arquiteto Oscar Niemeyer. Ao violão, o cantor foi acompanhado por uma orquestra de cordas. A bandeira do Brasil foi hasteada pelo Comando de Policiamento Ambiental do Rio de Janeiro e 60 bandeiras foram carregadas por 50 atletas iniciantes e atletas como Virna, Robson Caetano, Maurren Maggi e Flávio Canto.

### Apresentações artísticas
Houve homenagens ao "conceito da gambiarra", definido pelos brasileiros e realçado pelos diretores como "o talento para fazer algo grande a partir de quase nada". Nessa parte da abertura, a arte geométrica brasileira foi homenageada, como referências a Athos Bulcão, geometria indígena, estampas africanas e azulejos portugueses. A paz e a sustentabilidade, vieram com a transformação da projeção do símbolo da paz em uma árvore. Logo depois, veio a representação do nascimento das imensas florestas que cobriam o território brasileiro na chegada dos portugueses. Do começo da vida, a homenagem avança até a formação dos povos indígenas, cuja entrada foi representada por 72 dançarinos das duas grandes agremiações do Festival de Parintins, os Bois Caprichoso e Garantido. A chegada dos europeus em caravelas, o desembarque forçado dos africanos escravizados e a migração de árabes e orientais foi representada com descendentes de cada um desses grupos étnicos.
Grupos de parkour atravessaram o palco e pularam sobre projeções de telhados de prédios na parte da cerimônia que destacou a urbanização do Brasil contemporâneo, concentrada em grandes cidades. Ao som do clássico Construção, de Chico Buarque, acrobatas escalaram as fachadas dos prédios cenográficos e montaram uma parede, de trás da qual o avião 14-bis saiu ao som de Samba do Avião, com um ator interpretando o inventor Santos Dumont. Gisele Bündchen interpretou a Garota de Ipanema e desfilou no Maracanã, enquanto Daniel Jobim, neto de Tom Jobim, tocava o clássico. Por onde passava, Giselle deixava curvas projetadas que formavam obras de Niemeyer, como a Igreja da Pampulha e a Catedral de Brasília.
Depois de Ipanema, as favelas foram representadas ao som de samba e funk, com as cantoras Elza Soares, que interpretou o Canto de Ossanha, e Ludmilla. O rapper Marcelo D2 e o cantor Zeca Pagodinho simularam um duelo de ritmos. Depois, as rappers Karol Conká e MC Soffia, de apenas 12 anos, se apresentaram. Manifestações culturais como o maracatu, os bate-bolas, o bumba meu boi e o treme-treme também dividiram o palco do Maracanã. Jorge Ben Jor foi a atração seguinte, com o sucesso País Tropical, dançado por mais de mil bailarinos do baile charme de Madureira, festa tradicional na zona norte do Rio de Janeiro. Lea T também participou da cerimônia e se tornou a primeira mulher transgênero a participar de uma cerimônia dos Jogos Olímpicos.
Após o desfile das delegações dos países participantes das Olimpíadas de 2016, houve um grande desfile das 12 escolas de samba que integrariam o Grupo Especial da LIESA em 2017  e os cantores Anitta, Caetano Veloso e Gilberto Gil interpretaram a música Isto aqui, o que é?, de Ary Barroso.

### Alerta sobre as mudanças climáticas
Um pequeno vídeo sobre as mudanças climáticas causadas pela humanidade - um dos temas do evento deste ano - também foi trazido a tona durante a cerimônia. O vídeo, narrado pela atrizes Fernanda Montenegro e Judi Dench, juntamente com uma projeção da subida do nível do mar em locais como Amsterdã, Dubai, Lagos, Xangai, Flórida e o próprio Rio de Janeiro.  A mensagem de abertura declarou:
| “                                                           | A promoção da paz mundial é a base do espírito olímpico. Hoje, há uma necessidade urgente de promover também a paz com o planeta. As alterações climáticas e o esgotamento dos recursos naturais precisam da nossa atenção e a cerimônia de abertura olímpica é uma oportunidade maravilhosa para destacar este assunto. O Brasil, com a maior floresta e a maior reserva de biodiversidade do planeta, é o lugar certo para que esta mensagem se espalhar. Não é o suficiente para parar de prejudicar o planeta, é hora de começar a curá-lo. Esta será a nossa mensagem olímpica: terráqueos, vamos replantar, vamos salvar o planeta. | ” |
| — Narração de Fernanda Montenegro na cerimônia de abertura, | |   |

### Bandeira e Láurea Olímpica
A Bandeira Olímpica foi carregada por  ex-atletas brasileiros que fizeram parte da história olímpica::os campeões olímpicos Torben Grael (vela), Emanuel Rego (vôlei de praia) , Joaquim Cruz (atletismo)  e Sandra Pires (vôlei de praia),juntamente com: Marta Vieira (futebol),que foi duas vezes vice-campeã olímpica, Oscar Schmidt (basquete).Representando a sociedade civil estavam a juíza Ellen Gracie e a fundadora do Instituto Pró-Criança Cardíaca, Rosa Célia Pimentel Barbosa.
O campeão olímpico Robert Scheidt fez o juramento dos atletas, o juíz do atletismo Martinho Nobre fez o juramento dos atletas, enquanto que a vice-campeã olímpica  Adriana dos Santos fez o dos treinadores. O bicampeão olímpico queniano  Kip Keino foi o homenageado com a entrega da  primeira Láurea Olímpica, prêmio concedido a pessoas que fazem contribuições proeminentes ao olimpismo. A partir dos jogos do Rio de Janeiro, o prêmio se tornará uma tradição nas cerimônias de abertura. Kip Keino desenvolve o seu projeto no seu país.

### Anúncio do início dos Jogos
O Comitê Organizador Rio-2016 quebrou o protocolo e não anunciou o nome do presidente interino Michel Temer juntamente com outras autoridades como o presidente do COI, Thomas Bach. A divulgação de seu nome estava prevista no protocolo da cerimônia. O político seria anunciado como "presidente em exercício" ou interino, mas ele pediu para não ter seu nome anunciado. Mesmo assim, Temer foi vaiado por boa parte dos torcedores nas arquibancadas do Maracanã ao declarar abertos os Jogos Olímpicos do Rio.
Após os desfiles das delegações, o presidente do Comitê Rio-2016, Carlos Arthur Nuzman, fez um discurso sobre o fato histórico que é o Brasil receber os primeiros Jogos da América do Sul e agradeceu os governos que tornaram possível a Olimpíada. "Estou orgulhoso da transformação (do Rio). Só pudemos realizar com apoio da população e com apoio dos governos federal, estadual e prefeitura", declarou. Thomas Bach disse que "transformaram o Rio em uma metrópole moderna" e que admira terem conseguido fazer isto "em um momento difícil no Brasil".

### Acendimento da chama olímpica
Para encerrar o revezamento da tocha olímpica, no final da cerimônia de abertura, Gustavo Kuerten trouxe a tocha ao estádio, passou a chama olímpica para Hortência Marcari, que retransmitiu a tocha para Vanderlei Cordeiro de Lima, medalhista de bronze da maratona nos Jogos Olímpicos de Verão de 2004 e único brasileiro consagrado com a Medalha Pierre de Coubertin.
O futebolista brasileiro Pelé foi especulado para acender a pira, mas foi incapaz de participar da cerimônia devido a problemas de saúde. A pira das Olimpíadas do Rio tinha uma pequena chama, que ficava em frente de uma escultura do artista plástico Anthony Howe, formando um conjunto que representa o sol.A pouca quantidade de fogo emitida pela pira foi para a mesma emitir pouca quantidade de carbono.
Em abril de 2016, o porta-voz do Comitê Organizador Mario Andrada afirmou que os organizadores tinham planejado a mover a pira olímpica em um local público próximo ao Porto do Rio de Janeiro após a cerimônia de abertura, o mais provável perto da Igreja de Nossa Senhora da Candelária, em vez de mantê-la em no Estádio do Maracanã.Esta ação foi semelhante ao que aconteceu nos  Jogos Olímpicos de Inverno de 2010, em que a chama oficial ficou ao lado do Centro de Convenções Vancouver,em frente ao BC Place , sendo acessa exatamente ao final da cerimônia de abertura por Wayne Gretzky.
De acordo com as regras do COI, o acendimento da pira deve ser testemunhada por todos os aqueles que participam da cerimônia de abertura, o que implica que ela deve ser acessa no local aonde e acontece a cerimônia. Outra regra do COI declara que a pira deve estar visível para os moradores e visitantes da cidade-sede. Respeitando esta regra, uma segunda pira foi construída na Zona Portuária do Rio de Janeiro. Durante a realização do projeto, o então prefeito do Rio de Janeiro, Eduardo Paes, expressou o desejo de colocar a chama mais perto do "coração" do porto, que tinha sido revitalizado como um o principal projeto de legado para os Jogos, o que foi realmente concretizado.

## Convidados especiais e autoridades
Presidentes, vice-presidentes, reis, príncipes e governadores-gerais de 37 países participaram do evento:
- Presidente Mauricio Macri[18]
- Rei Philippe da Bélgica[19]
- Governador-Geral David Johnston[20]
- Vice-Premiê Liu Yandong[21]
- Presidente Juan Manuel Santos[18]
- Presidente Miloš Zeman[22]
- Presidente François Hollande
- Presidente János Áder[23]
- Frederico, Príncipe Herdeiro da Dinamarca[24]
- Maria, Princesa Herdeira da Dinamarca[24]
- Presidente Giorgi Margvelashvili[25]
- Presidenta Dalia Grybauskaitė[26]
- Primeiro-Ministro Mark Rutte[27]
- Ministra Edith Schippers[27]
- Rei Willem-Alexander dos Países Baixos[27]
- Primeiro-Ministro Matteo Renzi[18]
- Presidente Hashim Thaçi
- Príncipe Albert II[28]
- Presidente Horacio Cartes[18]
- Presidente Marcelo Rebelo de Sousa
- Emir Xeque Tamim bin Hamad al-Thani
- Presidente Tomislav Nikolić[29]
- Presidente Johann Schneider-Ammann
- Secretário-Geral Ban Ki-moon
- Anne, Princesa Real
- Secretário de Estado John Kerry

## Cobertura televisiva
De acordo com o protocolo, os países desfilam em ordem alfabética no idioma do país organizador (neste caso, o Português do Brasil). A Grécia, como manda a tradição, abriu a parada das nações, enquanto o país sede, o Brasil, desfilou por último. A emissora  NBC que possui os direitos de transmissão nos Estados Unidos, pretendia alterar a ordem do desfile na transmissão local para o idioma inglês, onde os Estados Unidos desfilariam no final (o país foi o 64º a desfilar).

## Recepção
A cerimônia recebeu críticas majoritariamente positivas nas redes sociais, assim como na imprensa internacional. O Washington Post disse que o Rio "trouxe seu estilo sambista à cerimônia de abertura da Olimpíada”. O jornal lembra das dificuldades nas preparações para os Jogos, mas concluiu que "por uma noite, ao menos, o Rio de Janeiro expôs o que faz de melhor. Este é um país especialista em folia, que todos os anos enche suas ruas com uma alegria inebriada, dançarina de quem beija estranhos no Carnaval. A batida do samba, as plumas e lantejoulas, as modelos e atletas: os brasileiros se prepararam para a cerimônia de abertura durante anos". O The New York Times, em texto assinado por Simon Romero, afirmou que "a cerimônia de abertura dos Jogos disfarçou feridas brasileiras por algumas horas e deixou o país celebrar sua história".

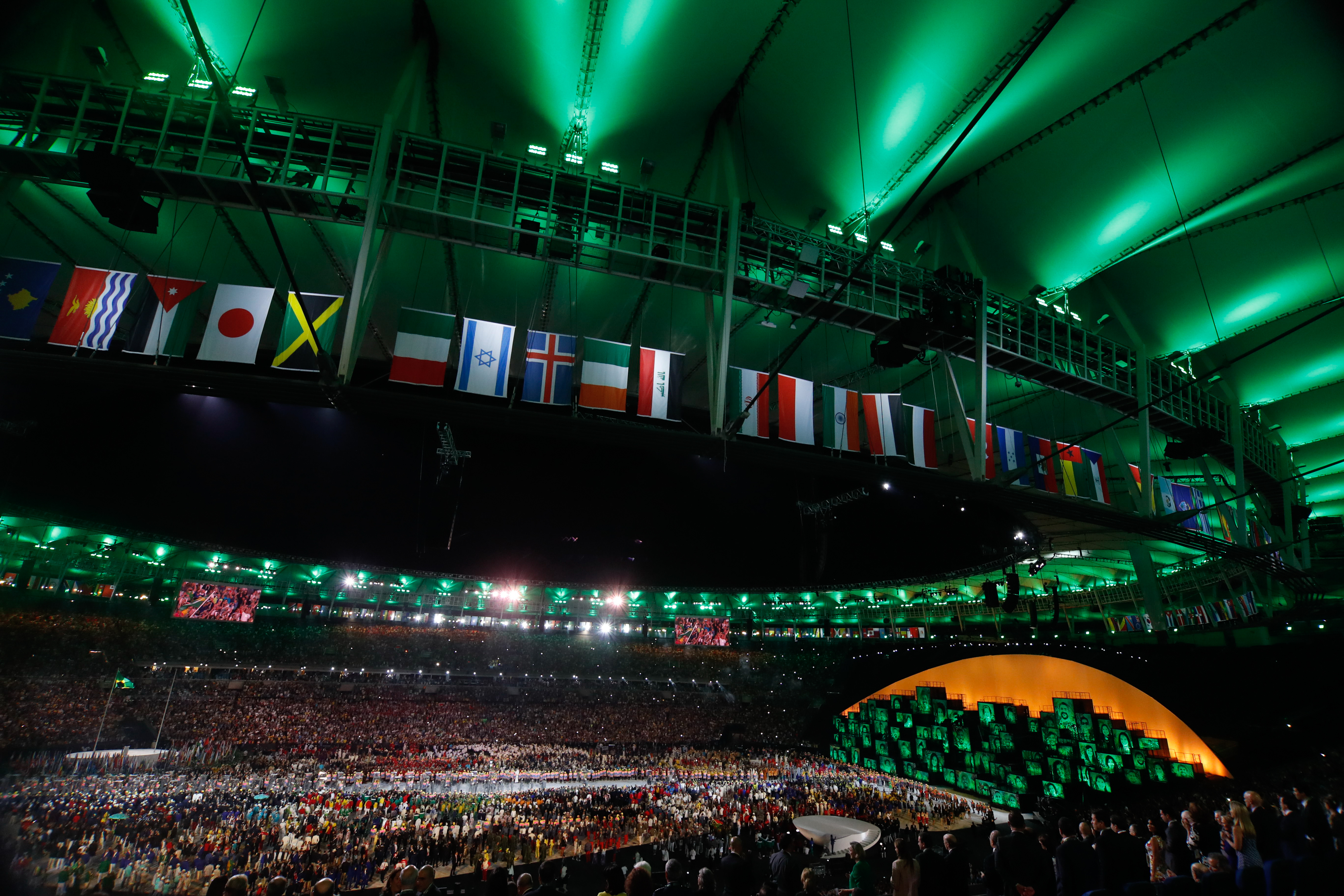
Maracanã no final da cerimônia de abertura

O argentino El Clarín classificou a cerimônia como "uma festa repleta de música, cores e esporte" e elogiou a cerimônia e a cidade "por suas cores, por seus fogos de artifício, por sua música, por sua gente, pelo Cristo Redentor, aliás ao fundo como perfeito protetor, ícone universal de uma cidade na qual cabem vários mundos".
O britânico The Guardian afirmou que a cerimônia foi "um interessante contraste com as últimas duas cerimônias de abertura". "O tema de Pequim 2008 foi grande: A China, o de Londres 2012 foi também grande: a Grã-Bretanha. O tema de hoje? É melhor nós começarmos a fazer algo sobre o meio-ambiente ou nós talvez não tenhamos muitas Olimpíadas para celebrar no futuro". O jornal também elogiou a "bela escultura giratória" que fica atrás da pira olímpica. A BBC disse: "Tiramos o chapéu para você, Rio. Foi uma cerimônia para não nos esquecermos jamais".
O espanhol El País publicou uma análise afirmando que a cerimônia foi "um êxito para o Brasil", que "deixou de lado as diversas crises que vive o país". Apesar de toda a tensão, "durante mais de três horas, o Brasil se deu um respiro". "A crise política e a recessão econômica ficaram de fora no Maracanã", afirma a análise. "Houve orgulho, muito orgulho de ter feito, por parte de um país que tem tido poucos motivos para isso nos últimos meses". O texto cita diversas homenagens da cerimônia, como as feitas a Tom Jobim, Vinícius de Moraes, Athos Bulcão e "o titã da arquitetura" Oscar Niemeyer. "O Brasil demonstrou que tem motivos para o orgulho pátrio".
O jornal francês Le Monde definiu como "mágico" o momento do acendimento da tocha olímpica, com a presença de Gustavo Kuerten, Hortência Marcari e Vanderlei Cordeiro de Lima, ao som "de um maracanã eufórico".